# جایزه بزرگ عربستان سعودی ۲۰۲۵
جایزه بزرگ عربستان سعودی ۲۰۲۵ (به‌طور رسمی به عنوان جایزه بزرگ فرمول ۱ اس‌تی‌سی عربستان سعودی ۲۰۲۵ شناخته می‌شود) یک مسابقه موتوری فرمول یک بود که در ۲۰ آوریل ۲۰۲۵ در پیست خیابانی جده در جده، عربستان سعودی برگزار شد. این پنجمین دور مسابقات فرمول یک فصل ۲۰۲۵ بود. ماکس فرستاپن از تیم مسابقه رد بول برای این رویداد که دومین دوره او در فصل است، پل پوزیشن را کسب کرد اما در مسابقه پس از اسکار پیاستری راننده تیم مک‌لارن در جایگاه دوم قرار گرفت.
ماکس فرستاپن از تیم مسابقه رد بول پل پوزیشن این مسابقه را کسب کرد، که دومین پول پوزیشن او در این فصل بود، اما در مسابقه اسکار پیاستری راننده تیم مک‌لارن به پیروزی رسید. پیاسری سومین پیروزی فصل خود را ثبت کرد و صدرنشین در جدول قهرمانی شد. سکو با حضور ورستاپن و چارلز لکلرک تکمیل شد؛ لکلرک اولین سکوی فراری در این فصل را به دست آورد. این پیروزی پیاسری را تبدیل به اولین راننده استرالیایی پس از مارک وبر در مسابقه جایزه بزرگ ژاپن ۲۰۱۰ کرد که صدرنشین جدول قهرمانی رانندگان می‌شود.